# مشعل السويدي
مشعل أحمد السويدي، لاعب كرة قدم قطري لعب سابقاً في نادي الخور.

## روابط خارجية
- مشعل السويدي على موقع Soccerway.com (الإنجليزية)